# 阿维德·哈纳克

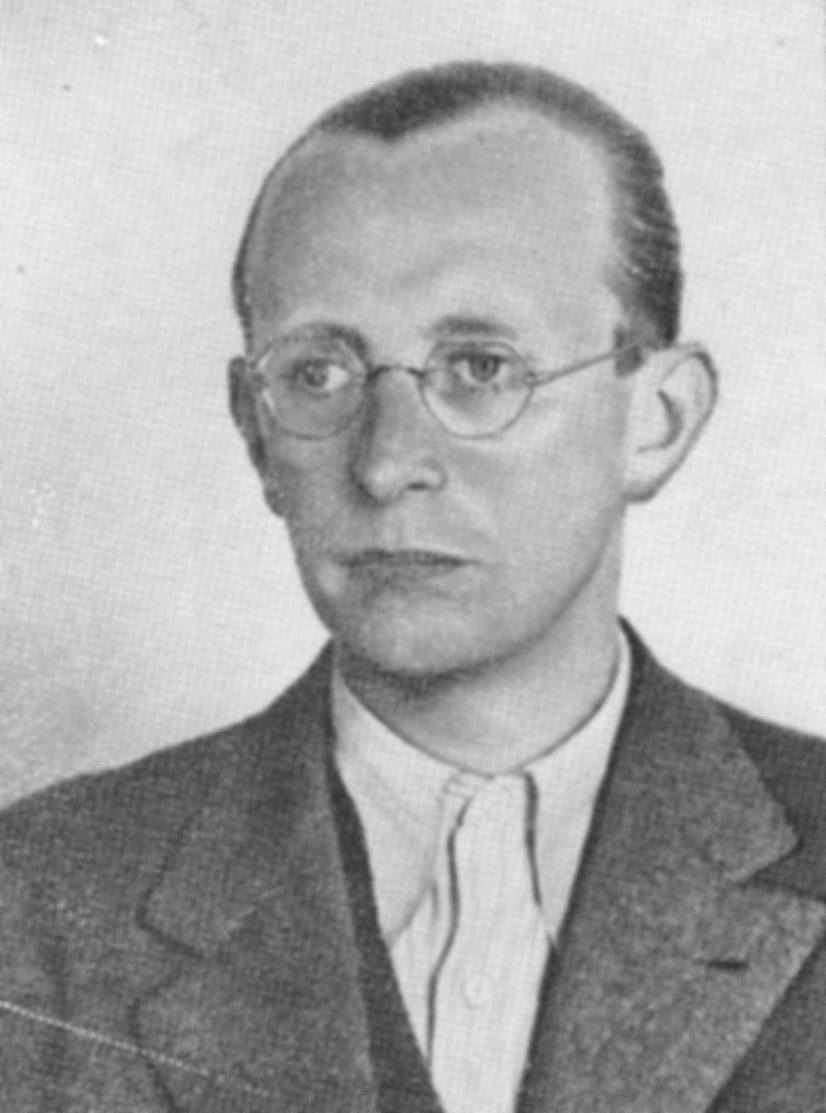
阿维德·哈纳克

阿维德·哈纳克（Arvid Harnack，1901年5月24日—1942年12月22日）是一位德国法学家、马克思主义经济学家、共产主义者、反纳粹抵抗组织成员。哈纳克來自知识分子家庭。约翰·沃尔夫冈·冯·歌德的著作曾给哈纳克带来重大影响，但他在探访苏联以及纳粹当道后，逐渐转向马克思主义-社会主义。他在柏林的晚间文理中学（Abendgymnasium）建立秘密讨论组之后，结识了哈罗·舒尔茨-博伊森，后者也运作着一个类似的组织。就像世界其他地方的政治讨论组织一样，哈纳克和舒尔茨-博伊森领导的地下政治派系后来发展为谍报网络，向苏联提供军事和经济情报 ，即红色交响乐队。1942年，阿维德·哈纳克被处决。